# Бабич Євдокія Федорівна
Євдокія Федорівна Бабич (16 (29) серпня 1913 — 12 грудня 1992) — передовик радянського сільського господарства, робоча Косихинського бурякорадгоспу Косихинського району Алтайського краю, Герой Соціалістичної Праці (1957).

## Біографія
Народилася в 1913 році в селі Пилипче, нині Баришівського району Київської області в селянській українській родині. Рано померла мати. Закінчила навчання у трьох класах школи. Допомагала у господарстві батька, який помер в 1930 році.
З 1933 року працювала в колгоспі «Хмелевик», розташованому в сусідньому селі Ново-Олександрівка. Тут працювала на різних роботах, була і польовою, працювала кухарем, прибиральницею. У 1937 році перейшла працювати дояркою, дуже швидко стала показувати високі результати в праці. У 1940 році взяла участь у виставці досягнень народного господарства.
На початку війни було прийнято рішення зберегти породисту худобу, перегнавши її вглиб країни. Так Євдокія Федорівна брала участь в евакуації великої рогатої худоби. Спочатку переганяли пішим до Пензенської області, в дорозі годували, поїли і доїли корів. Потім худобу завантажили у вагони і відправили у Косихинський район Алтайського краю. Після такого великого переїзду, надої у корів впали, але тваринники не здавалися і щороку нарощували виробництво молока. Якщо в 1943 року вдалося отримати тільки 1470 кілограмів молока від кожної корови в середньому, то в 1949 році надої становили 2850 кілограм, а рекордним виявився 1953 рік — 4493 кілограма. Одна з її корів «Левада» в рік давала більше 8000 кілограм молока. З кожним роком у групі Бабич виробництво молока збільшувалося. У 1956 році в цих місцях стали культивувати кукурудзу як чудовий корм для худоби, що дозволило зберегти високі показники.
Маючи найвищі результати по надоях молока в Алтайському краї, Євдокія Бабич щорічно з 1955 по 1957 роки брала участь у виставці досягнень народного господарства.
«За особливі заслуги в освоєнні цілинних і перелогових земель, успішне проведення прибирання та хлібозагатівель у 1956 році», указом Президії Верховної Ради СРСР від 11 січня 1957 року Євдокії Федорівні Бабич присвоєно звання Героя Соціалістичної Праці з врученням ордена Леніна і медалі «Серп і Молот».
Продовжувала і далі працювати у сільському господарстві. У 1961 році вийшла на пенсію, але працювала на різних роботах у радгоспі. Була членом КПРС з 1953 року. Обиралася делегатом XX з'їзду КПРС.
Проживала у селищі Малаховський. Померла 12 грудня 1992 року.

## Нагороди
За трудові успіхи була удостоєна:
- золота зірка «Серп і Молот» (11.01.1957);
- два ордени Леніна (11.01.1957);
- Медаль «За трудову доблесть» (11.10.1949);
- інші медалі.